# Colinas de los gamo
Las colinas de los gamo son una serie de lugares sagrados situados en las Gamo Highlands o tierras altas de los gamo, al este del valle del Rift y al oeste del lago Abaya, a altitudes que superan con facilidad los 1.500 m.
Los gamo son un grupo étnico que habla la lengua gamo. Se caracterizan por sus tradiciones animistas, entre las que se encuentran la conservación y el uso ceremonial de al menos 272 bosques sagrados, situados en algunos valles a lo largo de los ríos, pero sobre todo en la cima de las colinas que salpican el paisaje.

## La selva montana
Estos bosques son los restos de un amplio bosque montano que contiene numerosas especies endémicas conservadas a lo largo de generaciones, durante las cuales se ha prohibido la caza y la agricultura dentro del bosque. En ellos se realizan ceremonias que simbolizan la unión del pasado con el futuro, se hacen sacrificios, sanaciones, rituales agrarios, se pide que llueva y que deje de llover.

## La conservación
Tradicionalmente, el islam y el cristianismo han convivido en la región sin problemas, pero el crecimiento del fundamentalismo cristiano en la región ha provocado enfrentamientos pues la iglesia ortodoxa etíope y un nuevo pentecostalismo llamado Meserete Kristos hacen grandes esfuerzos de proselitismo y construyen iglesias en los bosques sagrados y en los aledaños, obligando a sus nuevos miembros a cortar árboles para demostrar su fe.